# Lateinunterricht
Der Lateinunterricht ist Teil des Unterrichts vieler Schulen und Studiengänge an Hochschulen. Er wird in Deutschland meistens an Gymnasien oder seltener auch an Gesamtschulen erteilt. Latein kann dabei die erste, zweite (am häufigsten), dritte oder in Ausnahmen vierte Fremdsprache sein. Das Ziel des Unterrichts liegt vorrangig im Erwerb der Fähigkeit, lateinische Texte in die eigene Sprache zu übersetzen, nicht jedoch darin, lateinisch zu sprechen oder selbst lateinische Texte zu schreiben.
Seine pädagogische Legitimation beansprucht der Lateinunterricht als universelles Grundlagenfach für eine studienorientierte Bildungsrichtung, die über das Abitur an die Hochschule führt. Da das Latinum (höchster Nachweis lateinischer Sprachkenntnisse) als Zugangsberechtigung für manche Studiengänge in Deutschland, Österreich und der Schweiz gefordert wird, unterstützen ihn die Kultus- und Bildungsministerien.

## Situation in Deutschland – Österreich – Schweiz (deutschsprachig)

### Deutschland
Latein wird in den meisten deutschen Gymnasien ab der 6. Klasse (Typ Latein II) als Wahlpflichtfach angeboten (bzw. ab der 7. in der längeren Form (G9)). Die zweite Fremdsprache darf meistens bis zur 10. Klasse nicht abgebrochen werden. Es folgt das Angebot ab der 8. (bzw. 9.) Klasse (Typ Latein III). Einige Gymnasien  – häufig mit einer alten Tradition – beginnen bereits in der 5. Klasse mit „grundständigem Latein“ (Typ Latein I mit 15 370 Schülern 2016). Der Lateinunterricht wird hier teilweise bereits parallel mit dem Englischunterricht erteilt (zum Beispiel beim „Biberacher Modell“ in Baden-Württemberg), um das zuvor bereits in der Grundschule erworbene Englisch nicht verkümmern zu lassen. Solche Klassen sind in anderen Ländern (Berlin, Mecklenburg-Vorpommern) politisch umstritten bzw. untersagt, weil in der Wahl von Latein eine Vorentscheidung für das Gymnasium bereits in der Orientierungsstufe (Klassen 5 und 6) gesehen wird. In den meisten Fällen muss Latein bis zum Ende der Sekundarstufe I, der 10. Klasse, belegt werden. In Baden-Württemberg, Hamburg, Rheinland-Pfalz, Sachsen und im Saarland wird das Latinum nach Beginn der 5. Klasse bereits Ende Klasse 9 erworben (mindestens Note 4 („ausreichend“)).
In der Oberstufe bzw. Qualifikationsstufe kann Latein weiter belegt werden, wenn genügend Schüler es wählen. Es kann Prüfungsfach des schriftlichen oder mündlichen Abiturs sein. Dazu hat die Kultusministerkonferenz (KMK) „Einheitliche Prüfungsanforderungen in der Abiturprüfung Latein“ vorgelegt. Für diese anspruchsvolle Prüfung mit einer längeren Übersetzung und Aufgaben zur Interpretation lateinischer Texte entscheidet sich nur eine kleine Zahl von Schülern. Manche Schulen bieten Latein nur in den letzten drei Schuljahren ab der 11. Klasse (bzw. 10.) an (Typ Latein IV), um über den Weg der Ergänzungsprüfung (siehe unten) noch die Chance zum Latinum zu geben. Je nach dem Typ I bis IV sind unterschiedliche Lehrbücher erforderlich, um altersgerecht und mit angemessener Lernprogression vorzugehen.

#### Latinum
In Deutschland wird die Kompetenz, lateinische Texte zu übersetzen und zu verstehen, durch das Latinum nachgewiesen. Wird es in der Schule erreicht, so erfolgt die Beurkundung auf dem Abiturzeugnis. Nach der Vereinbarung der Kultusministerkonferenz in der Neufassung von 2005 ist dafür mindestens vier Jahre am Lateinunterricht in aufsteigender Form teilzunehmen oder eine schriftliche und mündliche Prüfung (juristisch korrekte Bezeichnung: Ergänzungsprüfung, das heißt eine Prüfung, die das Abitur ergänzt) abzulegen. Teilweise verlangen die Länder noch längere Teilnahmezeiten, damit die Schüler das geforderte Kompetenzniveau auch tatsächlich erreichen. Das Latinum muss für einige Studienfächer an einigen Studienorten in Geisteswissenschaften vorgelegt werden, darunter für Geschichte, Theologie und einige Fremdsprachen. Die Bestimmungen sind im Einzelnen je nach Land und Universität sehr unterschiedlich. Wer das Latinum nicht in der Schule erworben hat, muss es unter Umständen an der Universität nachholen, wodurch sich die Studienzeit verlängern kann.
Der Vorstoß, in Deutschland nur noch einheitlich vom Latinum auszugehen und den Unterschied von kleinem und großem Latinum aufzuheben, ist vorerst noch nicht erfolgreich gewesen. Es gibt zurzeit in Deutschland je nach Land sogar drei Formen: das kleine Latinum, das Latinum (KMK-Latinum) und das große Latinum, deren Unterschiede in der erreichten Sprachkompetenz liegen. Für das Latinum muss ein einfacher Originaltext (zum Beispiel ein historischer Text von Cäsar) übersetzt werden, für das große Latinum ein abstrakter, zum Beispiel philosophischer Text von Cicero. Als Rechtsgrundlage gibt es dazu die genannte Vereinbarung der Kultusministerkonferenz (2005) sowie die weiteren Bestimmungen zur Umsetzung in den Bundesländern.
Alle 16 Länder kennen das Latinum, das in Berlin, Brandenburg, Hessen, Nordrhein-Westfalen, Sachsen (s. o.) und in Thüringen als einzige Form bescheinigt wird.
In Baden-Württemberg, Hamburg, Mecklenburg-Vorpommern, Rheinland-Pfalz und dem Saarland gibt es neben dem Latinum auch das große Latinum.
In Bayern gibt es als zweite Variante das kleine Latinum.
In weiteren vier Ländern (Bremen, Niedersachsen, Sachsen-Anhalt und Schleswig-Holstein) gibt es nach wie vor alle drei Varianten.
Allerdings begnügen sich einige Studienfächer mit dem Nachweis von funktionalen Lateinkenntnissen unter dem Niveau des Latinums, die durch den Besuch von entsprechenden Kursen oder durch Schulzeugnisse nachgewiesen werden.
Die Rechtsgrundlage gilt auch für die Latinumsprüfungen, die in der Studienzeit abgelegt werden.

#### Unterrichtspraxis und Inhalte des Faches
Das Erlernen der lateinischen Sprache, ihrer Grammatik und eines Grund- sowie Erweiterungswortschatzes nimmt in der Regel mindestens zweieinhalb Jahre in Anspruch und dauert eher noch länger. Die heutigen Lehrbücher bieten schon in der Phase des Sprachunterrichts einen tiefen Einblick in die antike Kultur. Die Unterrichtsmethodik hat sich im Laufe der Zeit stark verändert. So werden die früher selbstverständlichen Übersetzungsübungen in die lateinische Sprache kaum noch durchgeführt und sind oft sogar als bildungspolitische Vorgabe untersagt.
Danach kann mit der Lektüre lateinischer Originaltexte begonnen werden, zunächst mit einer geeigneten Anfangslektüre. Übliche Werke der Lektürephase sind Caesars De bello Gallico, Ciceros Reden oder Briefe, Nepos, Plinius der Jüngere und verschiedene römische Dichter wie Catull, Martial oder Ovid. Als schwieriger gelten Ciceros philosophische und rhetorisch-theoretische Werke, Horaz, Sallust, Seneca, Livius, Tacitus oder Vergil. Außer den römischen Klassikern kommen auch spätantike (zum Beispiel Augustinus von Hippo), mittellateinische oder neulateinische Texte in Betracht. Über die Fremdsprache hinaus werden viele Kenntnisse aus der Mythologie, Geschichte, Philosophie und Literatur aus der römischen und griechischen Antike und auch aus späteren Epochen erworben.
Zu den fachdidaktischen Herausforderungen gehört die Umstellung auf Kompetenzen und Bildungsstandards, die Sicherung eines sprachlichen Grundwissens in verkürzter Zeit, die Festigung von Übersetzungsmethoden, die Integration von Schülern, die nicht Deutsch als Muttersprache haben, das veränderte Lernverhalten im Zeitalter der Neuen Medien sowie der Anteil kulturkundlicher Inhalte neben den sprachlichen im Unterricht.
Eine fachdidaktische Institutionalisierung besteht über pädagogische Fachzeitschriften (Der Altsprachliche Unterricht; Pegasus-Onlinezeitschrift; Forum Classicum), zurzeit vier fachdidaktische Lehrstühle (in Berlin, Göttingen, Kiel und München: Stefan Kipf, Peter Kuhlmann, Katharina Wesselmann und Markus Janka) sowie den alle zwei Jahre stattfindenden Bundeskongress, den der Deutsche Altphilologenverband (DAV) ausrichtet.

#### Geschichte des Lateinunterrichts im deutschen Raum
Der Lateinunterricht begann im heutigen deutschen Sprachgebiet im frühen Mittelalter, als iro-schottische Mönche die Germanen missionierten und die ersten Schulen gründeten. Im Mittelalter und in der Frühen Neuzeit blieb Latein, das primär an Klöstern unterrichtet wurde, die Sprache des Klerus und der Gebildeten, die die Sprache aktiv und passiv beherrschen mussten. So wurden in einer der Unterstufe vergleichbaren Phase die Grundbegriffe der Sprache gelehrt und die Lektüre klassischer Autoren betrieben, während in der der Oberstufe vergleichbaren Phase das Übersetzen deutscher Texte ins Lateinische im Mittelpunkt stand.
Seit Anfang des 19. Jahrhunderts herrschte das humanistische Gymnasium mit Latein und Griechisch vor. Jeder, der die Universität besuchen wollte, musste beide Sprachen gelernt haben. Konkurrenz erwuchs in der realistischen Bildung. Erst 1900 erklärte die Preußische Schulkonferenz die Gleichberechtigung von Realgymnasium und Oberrealschule. Der Lateinunterricht konnte sich aber weiter an vielen Gymnasien bis in die Zeit der „Weimarer Republik“ behaupten. Durch die nationalsozialistische Erziehung wurden die alten Sprachen zunächst stark in Frage gestellt. Die Kulturhoheit der einzelnen Länder wurde abgeschafft, das Schulwesen zentralisiert. Die Zukunft der höheren Schule und des altsprachlichen Unterrichts war bis 1938 unsicher. Schließlich wurde das (humanistische) Gymnasium (mit Latein und Griechisch) als „Sonderform“ der Oberschule (nur für Jungen) zugelassen, daneben aber Latein an der Hauptform der Oberschule (für Jungen) wieder verbindlich, und zwar als zweite Fremdsprache vom 7. Schuljahr an (nach Englisch als erster Fremdsprache).
Nach 1945 erlangten in den Westzonen die einzelnen Länder wieder ihre Kulturhoheit zurück. Im östlichen Teil, der späteren DDR, wurde das Schulwesen weiterhin zentralistisch geleitet. Während im Westen der altsprachliche Unterricht wieder auflebte und der allgemeinbildende Charakter dieser Fächer betont wurde, schränkte die DDR ihn stark ein.
Seit dem Ende der 1960er-Jahre forderte die aus den USA importierte so genannte „Curriculum-Revision“ den Lateinunterricht heraus, die in Westdeutschland durch das Buch von Saul B. Robinsohn Bildungsreform als Revision des Curriculum (1967) markiert wurde. Dadurch wurde nicht nur die traditionelle lateinische Schullektüre, sondern der Lateinunterricht insgesamt, ferner der Geschichtsunterricht, vor allem der Unterricht in alter und mittelalterlicher Geschichte, grundsätzlich in Frage gestellt. Seitdem ging es nicht mehr darum, den jahrhundertealten „Bildungsstoff“ zu tradieren, sondern um die Frage, welche Qualifikationen (d. h. welche Kenntnisse, Fähigkeiten und Fertigkeiten) ein Kind, das heute zur Schule geht, in Zukunft haben muss, um sein Leben als „mündiger Bürger“ bewältigen zu können. Damit wurde eine neue Diskussion um Unterrichtsgegenstände und Lern- und Arbeitsmethoden in Gang gesetzt. Umgesetzt wurde dies teilweise in der Reform der gymnasialen Oberstufe ab 1972. Nun konnten die Gymnasialschüler ihre Fächer in der Oberstufe selber bestimmen mit der Möglichkeit, die alten Sprachen abzuwählen. Die Diskussion betraf auch breitere Bevölkerungskreise, indem durch die steigende Zahl der Schüler an den Gymnasien auch Eltern aus einem nicht-bildungsbürgerlichen Umfeld mit der Frage nach dem Sinn des Lateinunterrichts für ihr Kind konfrontiert wurden. Da hier keine traditionelle Verbundenheit mit Latein als Bildungsgut bestand, wurde die Frage eher pragmatisch nach dem Nutzen des Fachs bei einer späteren Studien- oder Berufswahl betrachtet.
Die Lateindidaktik in Deutschland (z. B. Rainer Nickel, Friedrich Maier, Hans-Joachim Glücklich) machte große Anstrengungen, um in den siebziger Jahren wieder in die Offensive überzugehen. In den einzelnen Bundesländern haben auch heute noch mindestens ein Drittel, manchmal die Hälfte aller Schüler eines Jahrgangs, die die Hochschulreife erlangen, irgendwann in ihrer Schullaufbahn Lateinunterricht. Nach der Wiedervereinigung Deutschlands (1990) wurde der Lateinunterricht auch in den neuen Bundesländern wieder stärker eingeführt. Ungefähr seit 2000 bis 2010/11 stiegen in einer Trendwende die Schülerzahlen für Latein sogar stark an (bis auf 9,2 % aller Schüler), seither sinken sie, besonders stark in der Oberstufe.
Im Schuljahr 2021/22 hatte 6,4 % der Schüler in Deutschland Lateinunterricht, etwa 539.000 von 8,44 Mio.

#### Zukunft des Faches
Latein ist in Deutschland die Fremdsprache, die in der Schule am dritthäufigsten (nach Englisch und Französisch) unterrichtet wird. Unter den europäischen Ländern ist dieser Rang inzwischen eine Ausnahme, auch wenn es in den meisten europäischen Staaten nach wie vor Lateinunterricht gibt.
In den 2010er Jahren stieg die Zahl der deutschen Schüler im Fach Latein auf 807.800 (im Schuljahr 2010/11 an allgemeinbildenden Schulen; das waren 9,2 % der gut 8,8 Mio. Schüler; zwischen 11,6 % in Bayern und 3,4 % in Thüringen). 2014/15 sind folgende Werte ermittelt worden: 688.625 Schüler (= 7,7 % der Schülerschaft, max. 11,4 % in Bayern; min. 3,3 % in Thüringen). Im Schuljahr 2021/22 lernten 539.000 Schüler in Deutschland Latein. Das entspricht 6,3 Prozent der Schüler und etwa 22 Prozent aller Gymnasiasten.
Lateinlehrer mit einem Studium der Lateinischen Philologie werden (2021) in den meisten Bundesländern nicht mehr besonders gesucht. Die Debatten um den Lateinunterricht sind seit Jahrzehnten von ähnlichen Positionen geprägt: Die Wertschätzung einer sprachlichen und kulturellen Grundlage für höhere Bildung steht der Skepsis gegenüber, ob dieser Aufwand noch modernen Ansprüchen an die Schule genügt, auch vor dem Hintergrund neu etablierter Fächer etwa aus dem Bereich der technischen Bildung oder im Schulunterricht früher kaum gelehrter lebender Fremdsprachen (z. B. Spanisch oder Türkisch).

### Österreich
In Österreich ist Latein Eingangsvoraussetzung für sehr viele Studiengänge und daher im Gymnasium (nicht aber im Realgymnasium) ein verpflichtender Bestandteil des Oberstufenlehrplanes, also ab der 9. Schulstufe. Auch in der Unterstufe mancher Gymnasien wird Latein unterrichtet (meist ab der 7. Schulstufe (3. Klasse Gymnasium)). Eventuell können die Schüler zwischen Latein und einer lebenden Fremdsprache wie Französisch wählen; jüngste Entwicklungen zeigen, dass gerne die lebende Fremdsprache gewählt wird.
Im Realgymnasium muss ab der 9. Schulstufe (5. Klasse Gymnasium) eine weitere Fremdsprache gelernt werden, wobei meist aus Latein und Französisch, oft aber auch aus Spanisch oder Italienisch gewählt werden kann. Häufig wird auch an Handelsakademien Latein als Wahlfach (mit Schularbeiten) angeboten. Universitäten verlangen mindestens 10 Unterrichtsstunden Latein ab der 9. Schulstufe, womit jede der genannten Formen anerkannt wird. Anderenfalls sind Lateinkenntnisse beispielsweise als Latinum nachzuholen.
Im Schuljahr 2022/23 hatten 4,9 % der Schüler in Österreich Lateinunterricht (Englisch 97,4 %, Französisch 5,4 %, Spanisch 5,2 %, Italienisch 4,4 %). In der AHS-Unterstufe waren es 6,8 % (hinter Französisch mit 8,2 %), in der AHS-Oberstufe 49,4 % (AHS: alle Arten des Gymnasiums). In den berufsbildenden höheren Schulen lernte fast niemand Latein (0,1 %).

#### Geschichte
In den Lateinschulen des Mittelalters wurde überwiegend Latein gelehrt, mit bis zu drei Stunden täglich konnte ein Absolvent beinahe sprechen, jedenfalls derart fließend lesen, dass (neu-)lateinische Texte keine Hürde darstellten. Im 19. Jahrhundert war Latein immer noch der typbildende Unterrichtsgegenstand des Gymnasiums und wurde ab der 5. Schulstufe (1. Klasse Gymnasium) unterrichtet. Doch auch im später eingeführten Realgymnasium mit sechsjährig verpflichtendem Latein ab der 7. Schulstufe (3. Klasse Realgymnasium) war Latein ein wesentliches Lernziel. Das unterschied das Gymnasium auch von anderen Schulformen wie der Realschule (das nicht mit dem Realgymnasium zu verwechseln ist, sich aber dennoch zum Realgymnasium hin weiterentwickelte), wo Handelssprachen wie Französisch oder später Englisch im Vordergrund standen. Erste Reformansätze gab es 1927, als Latein auch in den Hauptschulen als Freigegenstand eingeführt wurde, um einen Übertritt ins Realgymnasium zu ermöglichen. Das ohnehin geringe Angebot wurde aber kaum angenommen. Bis in die 1960er Jahre war der  Unterricht ab der 5. Schulstufe (1. Klasse Gymnasium) verpflichtend, dann wurde er mit den Reformen des Schulorganisationsgesetzes generell erst ab der 7. Schulstufe (3. Klasse Gymnasium) verpflichtend, da ab der 5. Schulstufe Englisch unterrichtet wurde.

### Schweiz
In der Schweiz ist ein Rückgang zu verzeichnen, die Quote hielt sich 2012 noch deutlich über 15 % der Gymnasiasten, bei großen Unterschieden zwischen den Kantonen. Die Latinumspflicht wurde für viele Studienfächer abgeschafft, auch an der Universität Zürich.

## Übriges Europa
Latein als Fremdsprachenunterricht steht in der Defensive. In vielen europäischen Ländern haben die gesellschaftlichen und politischen Veränderungen seit den 1960er Jahren den Lateinunterrichts reduziert.

### Italien
In Italien sind Latein und Altgriechisch Pflichtfächer des Liceo Classico (Humanistisches Gymnasium). Die Unterrichtsstunden sind fünf pro Woche für Latein und vier pro Woche für Altgriechisch. Das Liceo Classico dauert 5 Jahre. 2014/15 besuchten es 6 % der italienischen Schüler (10–11 % 2003/04). Latein ist aber auch ein Pflichtfach des Liceo Scientifico (Wissenschaftliches Gymnasium, 15,4 % der italienischen Schüler 2014/15) – und des Liceo delle scienze umane (Geisteswissenschaftliches Gymnasium, 7,4 %). Insgesamt lernen 28,8 % der italienischen Schüler Latein (2015).

### Weitere romanischsprachige Länder
In Frankreich können Schüler ab der 7. Jahrgangsstufe (Cinquième) für drei Jahre belegen (was anfangs 16,7 % tun), ebenso in den drei Jahren der Oberstufe (lycée), was nur ca. 3 % tun.
In Portugal ist Latein ab Jahrgangsstufe 10 für zwei Jahre (ein drittes Jahr möglich) als Wahlfach zu belegen. Die Zahl der Lateinschüler hat stark abgenommen. In Spanien sieht es ähnlich aus.
In Belgien (Wallonien/Flandern) lernen um 20 % der Schüler in der Sek. I allgemeinbildender Schulen Latein. Eine Stütze des Lateinunterrichts sind noch die katholischen Privatschulen.
In Rumänien wurde der noch in der kommunistischen Zeit obligatorische Unterricht zurückgedrängt, wird aber von einigen Initiativen auch verteidigt.
2021 haben die Bildungsminister romanischer Länder eine gemeinsame Erklärung herausgegeben. Die alten Sprachen Latein und Griechisch sollen in den Schulen gestärkt werden.

### Niederlande, Großbritannien und Skandinavien
In den Niederlanden ist das Gymnasium ein Schultyp in der VWO mit altsprachlichem Schwerpunkt neben dem Atheneum, den aber nur wenige (31.000 Schüler im Jahr 2021) besuchen. Seitdem in Großbritannien auch in Cambridge und Oxford keine Lateinkenntnisse mehr für alle Studienfächer verpflichtend sind, geht der Lateinunterricht in staatlichen Schulen deutlich zurück. In Privat- und kirchlichen Schulen sieht es anders aus.
In Dänemark wird Latein erst in der Oberstufe (Sekundarstufe) unterrichtet (maximal drei Jahre). In Schweden sind Lernumfang und Dauer des Lateinunterrichts reduziert worden. So ist die Zahl der Lerner äußerst klein.

### Osteuropa, Griechenland
In Kroatien und Ungarn bestehen wenige Schulen mit einem Lateinangebot, vor allem als katholische Gymnasien. Auch in Tschechien ist Latein ein Wahlfach, das nur für zwei Jahre belegt werden kann. In Polen wurde Latein 2009 von etwa 35.000 Schülern gelernt; es bestehen Pläne, den Lateinunterricht in den oberen Klassen des Lyzeums auszubauen.
In Griechenland spielt das Fach zugunsten des Klassischen Griechisch keine Rolle. Nur in den letzten beiden Jahren der Oberstufe (Lyzeum) kann es überhaupt gewählt werden.

## Kritik

### Allgemein
Der Lateinunterricht in der Schule ist immer wieder auch Kritik ausgesetzt. Den altsprachlichen Fächern haben Widersacher u. a. folgende Vorwürfe gemacht:
1. Sie seien standes-, klassen- oder schichtengebunden;
2. ihre Inhalte seien veraltet, nicht zeitgemäß und daher nutzlos;
3. sie seien zu schwer, zu abstrakt, zu theoretisch;
4. sie behinderten (durch den hohen Stundenanteil) oder zerstörten (durch den Schwierigkeitsgrad) die Schullaufbahn der Schüler.

Das Erlernen des Lateinischen geht häufig auf Kosten einer modernen Fremdsprache, in der Regel des Französischen. Die Europäische Kommission, die auf dem Gebiet der Fremdsprachen eine bildungspolitische Kompetenz innehat, erkennt zwar die grundlegende Bedeutung des Lernens alter Sprachen an. Jedoch schafft die Forderung an Schulabgänger, zwei moderne europäische Sprachen zusätzlich zur Muttersprache zu beherrschen, (wie sie beispielsweise im „Weißbuch zur allgemeinen und beruflichen Bildung“ von 1995 festgehalten ist) eine gewisse Barriere gegen den Lateinunterricht.
Eine andere Debatte kritisiert zu geringe Effekte eines für den Durchschnittsschüler vierjährigen Lateinunterrichts, die durch den starken Zuspruch für das Fach in Deutschland noch verschlimmert würden. Zugespitzt wurde formuliert: „Noch nie haben so viele Schüler in Deutschland so schlecht Latein gelernt.“

### Diskussion über Transfereffekte für andere Fächer
Befürworter des Lateinunterrichts führen folgende Argumente an: Erstens erleichtere Latein das Verständnis der Wurzeln der westlichen Welt. Zweitens seien erhebliche Transfereffekte zu erwarten, da Latein die Entwicklung intelligenter Lern- und Argumentationsstrategien fördere. Drittens werden Lerneffekte für das Erlernen anderer Fremdsprachen angenommen; zum einen weil Latein das grammatische Verständnis begünstige, zum anderen weil viele europäische Sprachen aus dem Latein hervorgegangen sind. Die Beschäftigung mit lateinischen Texten führe auch zu mehr Kreativität im eigenen Wortschatz und vielfältigeren Ausdrucksmöglichkeiten in der Muttersprache.
Die Annahme von breiten Lerneffekten wurde bereits durch Edward Lee Thorndike (1923) bezweifelt. Thorndike fand keine Unterschiede bei den naturwissenschaftlichen und mathematischen Lernleistungen zwischen Schülern mit und Schülern ohne Lateinkenntnisse.
In einer Längsschnittstudie von 2000 durch Ludwig Haag und Elsbeth Stern konnte kein Unterschied bei Effekten auf Intelligenz und Mathematikleistungen zwischen zwei Jahren Lateinunterricht und zwei Jahren Englischunterricht festgestellt werden. Zwei weitere Jahre später konnten keine signifikanten Unterschiede bei deduktivem und induktivem Verständnis sowie Textverständnis zwischen Schülern mit null/zwei/vier Jahren Lateinunterricht gemessen werden (alle Schüler hatten vier Jahre Fremdsprachenunterricht). Die Schüler mit vier Jahren Lateinunterricht, verglichen mit Schülern mit zwei oder null Jahren Lateinunterricht, erzielten jedoch bessere Ergebnisse beim Auffinden von Grammatikfehlern in deutschen Texten und der Konstruktion von längeren Sätzen aus kürzeren.
In einer weiteren Studie von Haag und Stern (2003) wurde der Einfluss des Lateinunterrichts auf die Leichtigkeit des Erlernens von Spanisch gemessen. Dazu wurden die Leistungen beim Übersetzen eines deutschen Texts ins Spanische nach einem Anfängerkurs Spanisch zwischen Studenten mit schulischen Französisch- und Studenten mit Lateinkenntnissen verglichen (bei den Kontrollvariablen gab es keine signifikanten Unterschiede zwischen den Gruppen). Die Studenten mit Latein als zweiter Fremdsprache erzielten schlechtere Leistungen als die Studenten mit Französisch als zweiter Fremdsprache. Die Schwächen der Lateingruppe lagen vor allem beim Gebrauch von Präpositionen und bei der Konjugation.
Der Frankfurter Romanist Horst G. Klein vertrat die These, Französisch sei als sogenannte Brückensprache zum Erlernen weiterer romanischer Sprachen deutlich besser geeignet als Latein, weil es größere lexikalische und grammatische Ähnlichkeiten zu den anderen romanischen Sprachen hat. Für explizit ungeeignet als Brückensprache halten Sandra Hutterli u. a. das Latein.
Auch die Annahme, dass Latein-/Griechischkenntnisse im Medizinstudium hilfreich sein könnten zum Erlernen der durch diese Sprachen geprägten Terminologie der Physiologie und Anatomie, wurde in einer US-Studie nicht bestätigt.